# ヘラクレスとアンタイオス (ポッライオーロ、ウフィツィ美術館)
『ヘラクレスとアンタイオス』（伊: Ercole e Anteo, 英: Hercules and Antaeus）は、イタリアのルネサンス期のフィレンツェの画家アントニオ・デル・ポッライオーロが1460年から1475年頃に制作した絵画である。テンペラ画。主題はギリシア神話の英雄ヘラクレスとアンタイオスの戦いから取られている。ヘラクレスはフィレンツェの英雄であり、政治的・経済的成功を促進させたフィレンツェ国家、その冷酷かつ好戦的な精神の象徴と見なされた。本作品および『ヘラクレスとヒュドラ』（Ercole e l'Idra）は、いずれもポッライオーロ兄弟が1460年代にメディチ・リッカルディ宮殿のサラ・グランデ（Sala Grande）を装飾するために制作した、ヘラクレスの難行を描いた3点の神話画連作のうち2点を縮小複製したものと考えられている。現在はフィレンツェのウフィツィ美術館に所蔵されている。

## 主題

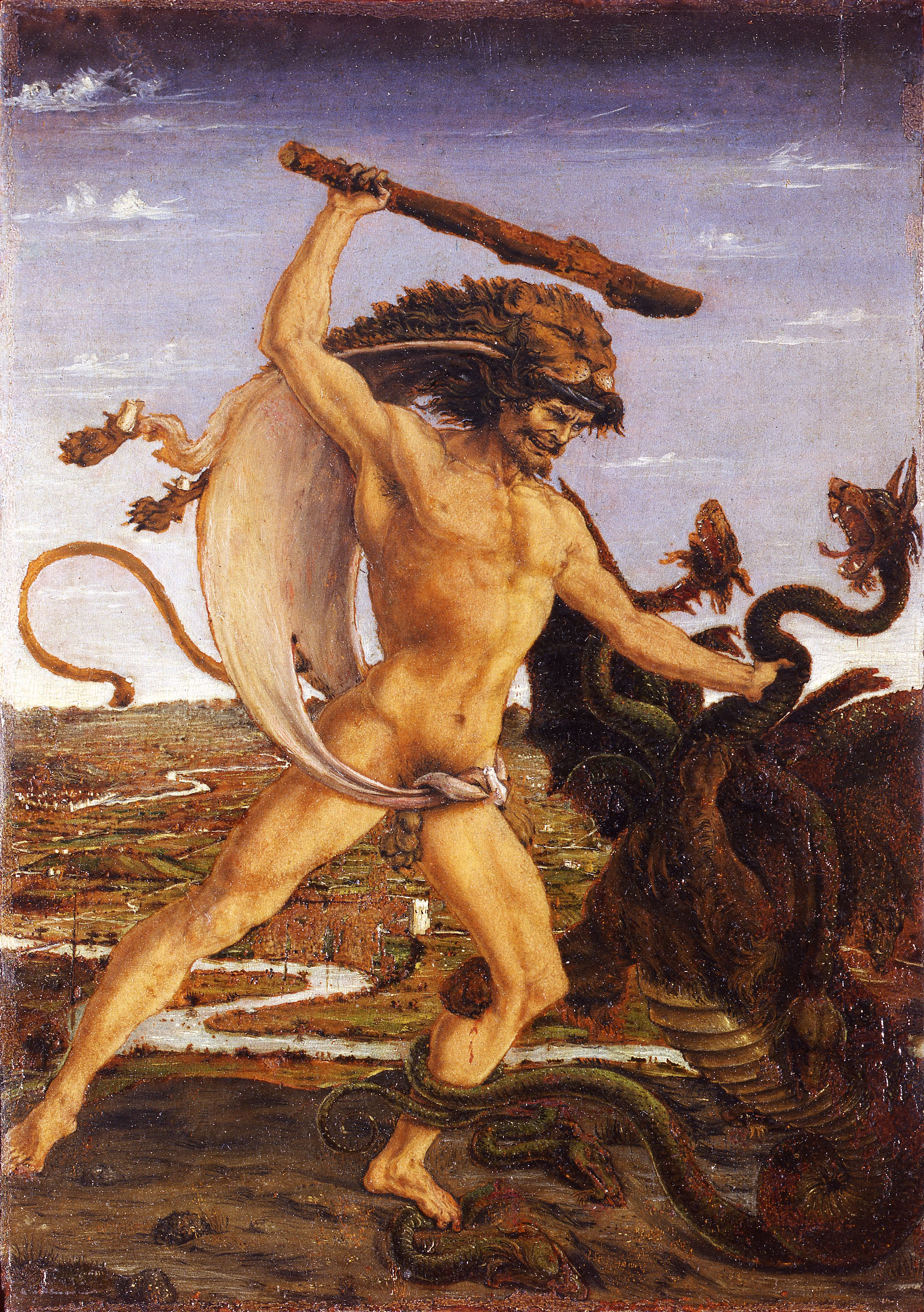
アントニオ・デル・ポッライオーロの『ヘラクレスとヒュドラ』。同じくウフィツィ美術館所蔵。

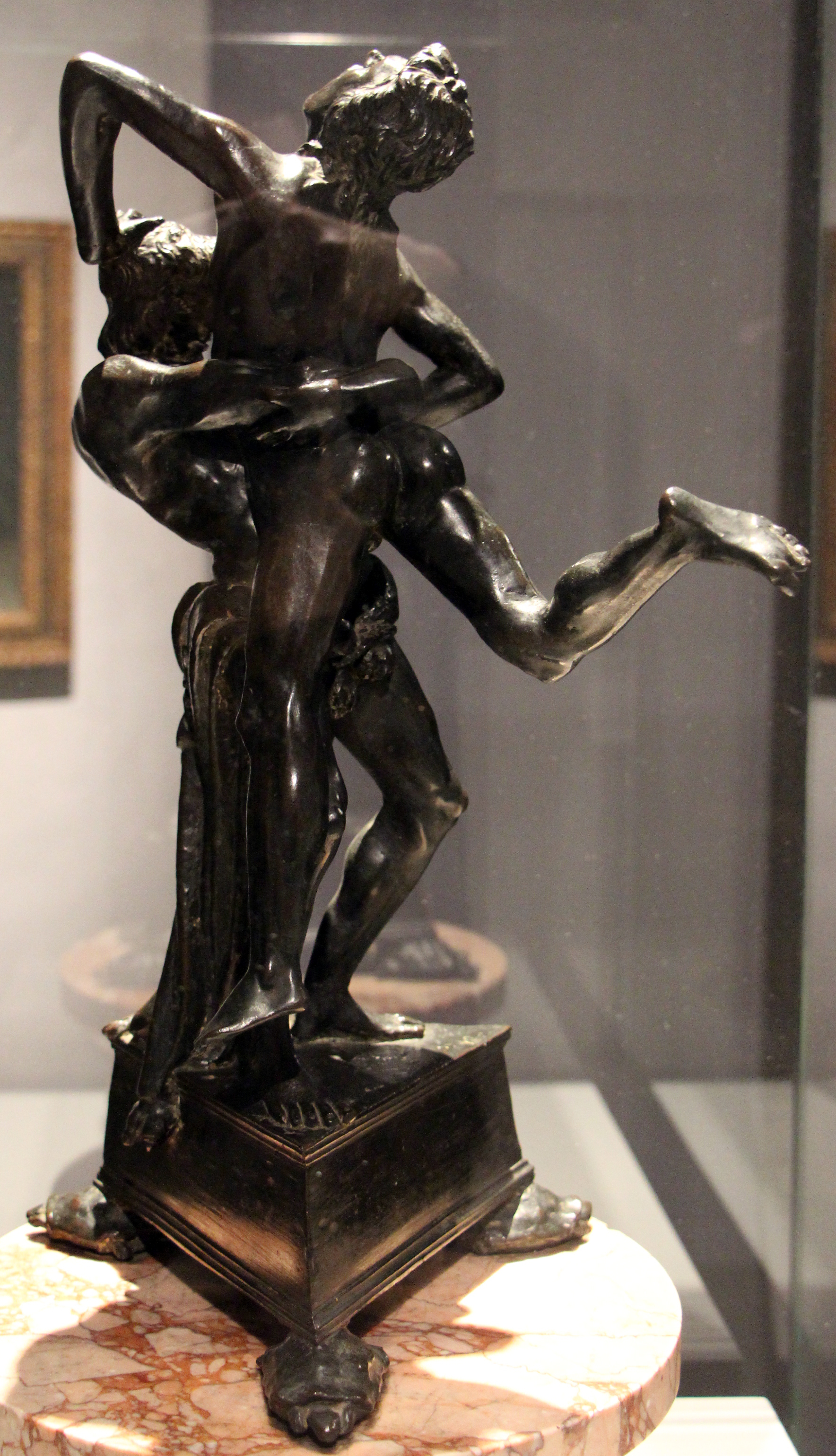
アントニオ・デル・ポッライオーロの同主題の彫刻作品『ヘラクレスとアンタイオス』。バルジェロ美術館所蔵。

ギリシア神話によると、アンタイオスは海神ポセイドンあるいは大地母神ガイアの息子で、リビュアの王とされる。人並外れた膂力の持ち主で、足が大地に触れているとより一層強い力をふるうことができた。アンタイオスは暴虐な性格をしており、旅人にレスリングを挑んでは相手を殺していた。しかしヘラクレスが冒険の途上でリビュアを通過した際にアンタイオスにレスリングを挑まれ、アンタイオスを持ち上げて両足を大地から離したうえで倒した。

## 制作背景
ポッライオーロ兄弟 (アントニオとピエロ) は、ヘラクレス伝説を主題とする3点の神話画連作をメディチ・リッカルディ宮殿のために制作した。連作は訪問者に感銘を与えるよう設計された大きな部屋に設置された。それらは360センチ四方あるいは高さ350センチにおよぶ正方形の大キャンバス画であり、人物像は等身大で描かれた。連作のうち2点は『ヘラクレスとアンタイオス』と『ヘラクレスとヒュドラ』であり、もう1点は『ヘラクレスとネメアのライオン』（Ercole e il leone di Nemea）であった。連作はアントニオ・デル・ポッライオーロのキャリアの非常に初期の1460年頃に制作された。発注者はおそらくコジモ・デ・メディチではなく、その息子ピエロ・ディ・コジモ・デ・メディチであった。キャンバスを用いることは当時のフィレンツェではまだ比較的珍しかった。
ポッライオーロ兄弟がこれらの作品を制作したことは、後にアントニオ・デル・ポッライオーロ自身が手紙の中で言及している。すなわち1494年に彼は当時ペストの大流行に見舞われていたローマからトスカーナに帰還する許可を求める手紙を書いたが、その際に「34年前、私は弟とともに、宮殿の広間にあるヘラクレスの難行を制作した」と述べている。
完成から約50年の間、ヘラクレス連作は「彼らの時代の最も有名かつ影響力がある作品の1つであった」が、現在はいずれも失われている。

## 作品
アントニオ・デル・ポッライオーロはアンタイオスを持ち上げて絞め殺すヘラクレスを描いている。ヘラクレスの両腕はアンタイオスの胴体を締め上げており、アンタイオスの体躯は高く持ち上げられ、その両足は大地から離れている。アンタイオスは英雄の頭と左腕をつかんでいるがヘラクレスを押しのけることができない。それどころか苦痛で顔は歪み、大きく開かれた口から苦悶の声が聞こえるようである。背景は遠方に海岸とアプアン・アルプス山脈が見える。ルネサンス期の美術史家ジョルジョ・ヴァザーリはメディチ宮殿版の連作絵画を称賛し、中でも『ヘラクレスとアンタイオス』を称えている。
ウフィツィ美術館の『ヘラクレスとアンタイオス』と『ヘラクレスとヒュドラ』はいずれもアントニオ・デル・ポッライオーロ自身が制作したメディチ宮殿版の縮小された複製と考えられている。メディチ宮殿版の下絵とする説もあるが、サイズの差があまりにも大きいことから説得力に欠ける。『ヘラクレスとアンタイオス』のアンタイオスの右足、『ヘラクレスとヒュドラ』のヘラクレスの右足とヒュドラの頭部が画面からわずかに見切れており、画面が切り詰められた可能性がある。
アントニオ・デル・ポッライオーロはまた『ヘラクレスとアンタイオス』に基づく小さなブロンズ像を制作している。

## 来歴
ウフィツィ美術館の2点の小品が最初に明確に記録されたのは、フィレンツェのゴンディ家の1609年の作品目録である。両作品はもともと地平線の位置が異なる別々の作品であったにもかかわらず、このときには本のように折りたたむことができる二連画として額装されていた。1784年までにピッティ宮殿に入り、1798年にウフィツィ美術館に移された。しかし第二次世界大戦中の1943年にナチス・ドイツがフィレンツェを占領した際に行方が分からなくなった。その後、1963年にパサデナに住むドイツ人によって所有されていたことが明らかとなり、フィレンツェに返還された。1991年に修復された。